# Vânia Silva
Vânia Sofia de Sousa Silva (née le 8 juin 1980 à Leiria) est une athlète portugaise spécialiste du lancer du marteau. Elle a participé aux Jeux olympiques d'Athènes en 2004, de Pékin en 2008 et de Londres en 2012 sans passer les qualifications.

## Biographie

### Palmarès
| Date | Compétition                          | Lieu           | Résultat | Performance |
| ---- | ------------------------------------ | -------------- | -------- | ----------- |
| 2000 | Championnats ibéro-américains        | Rio de Janeiro | 3e       | 57,35 m     |
| 2001 | Championnats d'Europe espoirs        | Amsterdam      | 4e       | 63,64 m     |
| 2002 | Coupe d'Europe hivernale des lancers | Pula           | 2e       | 65,46 m     |
| 2002 | Championnats ibéro-américains        | Guatemala      | 1er      | 65,02 m     |
| 2004 | Championnats ibéro-américains        | Huelva         | 4e       | 63,44 m     |
| 2006 | Championnats ibéro-américains        | Ponce          | 2e       | 64,59 m     |
| 2010 | Championnats ibéro-américains        | San Fernando   | 5e       | 63,05 m     |

### Records
| Épreuve           | Performance | Lieu                       | Date        |
| ----------------- | ----------- | -------------------------- | ----------- |
| Lancer du marteau | 69,55 m     | Vila Real de Santo António | 29 mai 2011 |